# Ганджеми, Санто Рокко
Санто Рокко Ганджеми (итал. Santo Rocco Gangemi; род. 16 августа 1961, Мессина, Италия) — итальянский прелат и ватиканский дипломат. Титулярный архиепископ Умбриатико с 27 января 2012. Апостольский нунций на Соломоновых Островах с 27 января 2012 по 16 апреля 2013. Апостольский нунций в Папуа — Новой Гвинее с 24 марта 2012 по 16 апреля 2013. Апостольский нунций в Гвинее с 6 ноября 2013 по 25 мая 2018. Апостольский нунций в Мали с 5 февраля 2014 по 25 мая 2018. Апостольский нунций в Сальвадоре с 25 мая 2018 по 12 сентября 2022. Апостольский нунций в Сербии с 12 сентября 2022.